# Sid McMeekan
Sydney McMeekan, detto Sid (Birmingham, 7 marzo 1925 – Birmingham, 7 giugno 1991), è stato un cestista britannico.

## Carriera
Fratello gemello di Stan McMeekan, come quest'ultimo disputò le Olimpiadi londinesi del 1948 con la Gran Bretagna, classificandosi al 20º posto.